# Hæddin (Eysturoy)
Hæddin (Eysturoy) è una montagna alta 274 metri sul mare situata sull'isola di Eysturoy, nell'arcipelago delle Isole Fær Øer, in Danimarca.